# Jean Pignol
Pour les articles homonymes, voir Pignol.
Jean Pignol né le 29 août 1924 dans le 14e arrondissement de Paris et mort le 30 janvier 1990 dans le 4e arrondissement de Paris, est un comédien et réalisateur français.

## Filmographie

### Comme acteur

#### Cinéma
- 1942 : Fièvres de Jean Delannoy - L'agent
- 1942 : Pontcarral, colonel d'Empire de Jean Delannoy - Le capitaine
- 1947 : Erreur judiciaire de Maurice de Canonge
- 1947 : Un flic de Maurice de Canonge
- 1948 : Cité de l'espérance de Jean Stelli
- 1948 : Jo la Romance de Gilles Grangier
- 1948 : Rapide de nuit de Marcel Blistène
- 1949 : La Bataille du feu ou Les Joyeux conscrits de Maurice de Canonge
- 1949 : Branquignol de Robert Dhéry
- 1949 : Dernière Heure, édition spéciale de Maurice de Canonge - Jules
- 1949 : Occupe-toi d'Amélie de Claude Autant-Lara
- 1950 : Les Deux Gamines de Maurice de Canonge
- 1950 : L'Homme de la Jamaïque de Maurice de Canonge - Natari
- 1951 : Sérénade au bourreau de Jean Stelli
- 1951 : Une fille sur la route de Jean Stelli
- 1953 : Si Versailles m'était conté de Sacha Guitry - Un visiteur du musée de Versailles
- 1956 : Vacances explosives de Christian Stengel
- 1957 : Police judiciaire de Maurice de Canonge
- 1970 : Le Cercle rouge de Jean-Pierre Melville - L'employé du greffe
- 1971 : Tout va bien de Jean-Luc Godard et Jean-Pierre Gorin - Delegate
- 1977 : L'Ampélopède de Rachel Weinberg - M. Pignolet
- 1987 : L'Œil au beur(re) noir de Serge Meynard

#### Comme télévision
- 1970 :  Un mystère par jour  : épisode : L'Indicateur de Jacques Audoir
- 1973 : La Ligne de démarcation - épisode 9 : René (série télévisée) :  Alsacien
- 1976 : Les Lavandes : Les lavandes et le réséda de Jean Prat
- 1978 : Les Lavandes : Les lavandes et la liberté de Jean Prat
- 1977 : Messieurs les jurés : L'Affaire Beauquesne de Serge Witta
- 1978 : Les Lavandes : Bataille pour le lavandes de Jean Prat

### Comme réalisateur
- 1966 : Boulevard des faits divers : 65-66 de Jean Pignol et Guy Labourasse
- 1966 : Les Temps difficiles d'Édouard Bourdet, mise en scène Pierre Dux, Comédie-Française
- 1972 : La Sainte Farce, téléfilm
- 1973 : Le Crime de Janet Preston (comédie policière de Leslie Sands), téléfilm
- 1973 : Monsieur Émilien est mort, téléfilm
- 1974 : Chéri-Bibi (du roman de Gaston Leroux), feuilleton télévisé
- 1977 : La Famille Cigale, feuilleton télévisé
- 1982 : Le Sage de Sauvenat, téléfilm
- 1986 : Maguy, téléfilm